# Ali Rabo
Ali Rabo (ur. 6 czerwca 1986 w Bobo-Dioulasso) – burkiński piłkarz grający na pozycji pomocnika. Od 2018 roku jest zawodnikiem klubu Becamex Bình Dương.

## Kariera klubowa
Swoją karierę piłkarską Rabo rozpoczął klubie ASFA Yennenga Wagadugu. W jego barwach zadebiutował w 2007 roku w burkińskiej Superdivision. W sezonach 2008/2009, 2009/2010 i 2010/2011 wywalczył z nim trzy mistrzostwa Burkiny Faso. Wraz z ASFA Yennenga zdobył też Puchar Burkiny Faso w sezonie 2008/2009 oraz Superpuchar Burkiny Faso w 2009 roku.
W 2011 Rabo został zawodnikiem egipskiego klubu Ittihad El-Shorta. W sezonie 2013/2014 był wypożyczony do irackiego Baghdad FC. W 2015 przeszedł do El Mokawloon SC. Następnie grał w irackim Amanacie Bagdad i emirackim Masafi SC. W 2018 został zawodnikiem wietnamskiego Becamex Bình Dương.

## Kariera reprezentacyjna
W reprezentacji Burkiny Faso Rabo zadebiutował w 2012 roku. W 2013 roku został powołany do kadry na Puchar Narodów Afryki 2013.